# Гілфорд (переписна місцевість, Нью-Йорк)
Гілфорд (англ. Guilford) — переписна місцевість (CDP) в США, в окрузі Ченанго штату Нью-Йорк. Населення — 322 особи (2020).

## Географія
Гілфорд розташований за координатами 42°24′26″ пн. ш. 75°29′8″ зх. д. / 42.40722° пн. ш. 75.48556° зх. д. (42.407337, -75.485417).  За даними Бюро перепису населення США в 2010 році переписна місцевість мала площу 3,77 км², з яких 3,46 км² — суходіл та 0,31 км² — водойми.

## Демографія
Згідно з переписом 2010 року, у переписній місцевості мешкали 362 особи в 143 домогосподарствах у складі 102 родин. Густота населення становила 96 осіб/км².  Було 192 помешкання (51/км²).
Расовий склад населення:
| - 98,9 % — білих - 0,6 % — корінних американців - 0,3 % — азіатів |

До двох чи більше рас належало 0,3 %. Частка іспаномовних становила 0,6 % від усіх жителів.
За віковим діапазоном населення розподілялося таким чином: 24,0 % — особи молодші 18 років, 60,3 % — особи у віці 18—64 років, 15,7 % — особи у віці 65 років та старші. Медіана віку мешканця становила 42,3 року. На 100 осіб жіночої статі у переписній місцевості припадало 101,1 чоловіків;  на 100 жінок у віці від 18 років та старших — 103,7 чоловіків також старших 18 років.
Середній дохід на одне домашнє господарство  становив 53 517 доларів США (медіана — 41 364), а середній дохід на одну сім'ю — 83 043 долари (медіана — 88 056). За межею бідності перебувало 8,8 % осіб, у тому числі 0,0 % дітей у віці до 18 років та 0,0 % осіб у віці 65 років та старших.
Цивільне працевлаштоване населення становило 124 особи. Основні галузі зайнятості: освіта, охорона здоров'я та соціальна допомога — 46,8 %, публічна адміністрація — 29,0 %, оптова торгівля — 9,7 %, транспорт — 7,3 %.